# (135978) Agüeros
(135978) Agüeros, désignation internationale (135978) Agueros, est un astéroïde de la ceinture principale.

## Description
(135978) Agueros est un astéroïde de la ceinture principale. Il fut découvert le 4 octobre 2002 à l'observatoire d'Apache Point par le programme Sloan Digital Sky Survey. Il présente une orbite caractérisée par un demi-grand axe de 2,74 UA, une excentricité de 0,16 et une inclinaison de 7,9° par rapport à l'écliptique.
Il porte le nom de l'astronome franco-portoricain Marcel Agüeros (né en 1973), qui a contribué au Sloan Digital Sky Survey.

## Compléments